# دالان بهشت گهرو

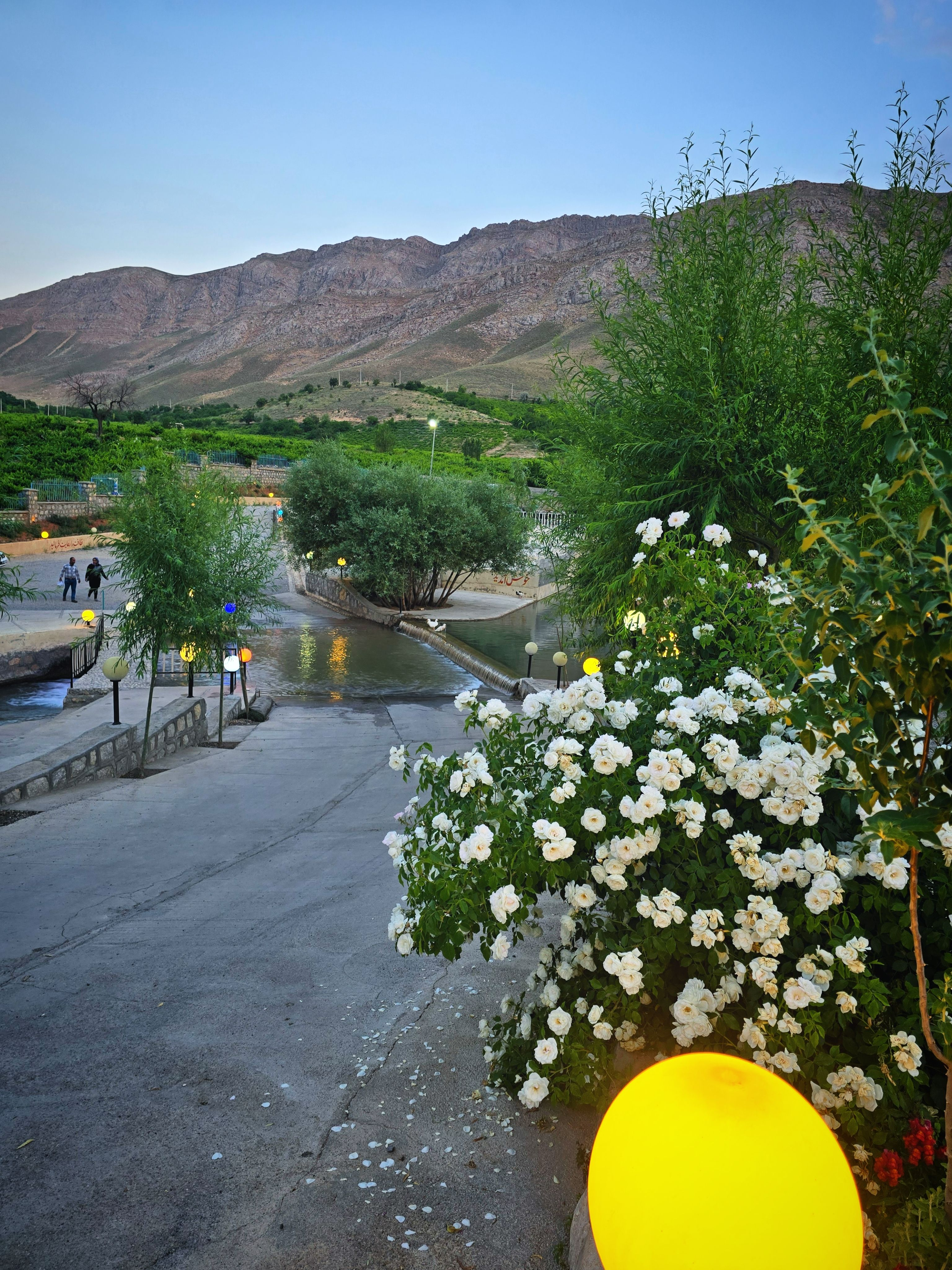
دالان بهشت شهر گهرو

دالان بهشت گهرو واقع در استان چهارمحال و بختیاری شهرستان کیار در مسیر شهر گهرو به تالاب بین‌المللی چُغاخور قراردارد که دارای رودخانه دائمی  با آب چشمه و مجموعه گردشگری تفریحی دالان بهشت گهرو  است.

## موقعیت جغرافیایی
شهرستان کیار استان چهارمحال بختیاری در مسیر شهر گهرو به تالاب بین‌المللی چُغاخور قراردارد. 

## ویژگی‌ها:
- طبیعت: دالان بهشت گهرو یک منطقه گردشگری طبیعی با آب و هوای خنک و دلنشین است.
- رودخانه: در این منطقه یک رودخانه دائمی به نام رودخانه گهرو جاری است.
- درختان: در این منطقه درختان بلند و سر به فلک کشیده وجود دارد که سایه‌سار خنک و دلنشینی را برای گردشگران فراهم می‌کنند.
- منظره: دالان بهشت گهرو دارای مناظر طبیعی بسیار زیبا و چشم‌نوازی است.

## امکانات و خدمات:
- اقامتگاه: در این منطقه چندین اقامتگاه بوم‌گردی برای سکونت گردشگران وجود دارد.
- رستوران: در این منطقه چندین رستوران برای ارائه خدمات به گردشگران وجود دارد.
- سرویس بهداشتی: سرویس بهداشتی در محوطه دالان بهشت گهرو موجود است.
- پارکینگ: پارکینگ عمومی در نزدیکی دالان بهشت گهرو موجود است.

## راه‌های دسترسی:
- خودروی شخصی: با استفاده از مسیریاب‌های آنلاین می‌توانید به راحتی به دالان بهشت گهرو برسید.
- اتوبوس: اتوبوس‌های خطی شهرکرد - گهرو از مقابل دالان بهشت گهرو عبور می‌کنند.
- تاکسی: تاکسی‌های خطی در سطح شهر گهرو به سمت دالان بهشت گهرو موجود هستند.

## نکاتی برای بازدید:
- برای حفظ پاکیزگی محیط زیست، از ریختن زباله در محوطه دالان بهشت گهرو خودداری کنید.
- برای روشن کردن آتش در محوطه دالان بهشت گهرو از مکان‌های مشخص شده استفاده کنید.
- از شنا کردن در رودخانه گهرو در مکان‌های غیرمجاز خودداری کنید.
- به حریم خصوصی افراد محلی احترام بگذارید.